# ده خليلي (ميانكوه)
ده خلیلي (بالفارسية: ده خلیلی) هي قرية تقع في إيران في Miankuh Rural District. يقدر عدد سكانها بـ 139 نسمة .